# Option 30
Option 30 foi uma banda de new wave do começo dos anos 80 fundada por TK Smith nas guitarras e vocais, Jim Nordstrom no baixo e saxofone, e Todd Nero na bateria. A banda também contou com um jovem Trent Reznor (mais tarde do Nine Inch Nails) nos teclados e vocais.